# Pont de Trisum
Le pont de Trisum ou de Trisam (aussi Trisum Sampa) est un pont en acier, le premier au Tibet, traversant la rivière Tolung, un affluent de la rivière Kyi chu près de Lhassa au Tibet. Il a été construit à Trisum, en 1937 par Tsarong Dzasa. 
Le pont est situé sur la route principale reliant l'Inde au Tibet occidental. 
Le pont métallique fut construit par la société Burn & Co, Calcutta. La structure en acier fut transporté à travers l’Himalaya dans des conditions particulièrement dures par des hommes.
Le régent Réting Rinpoché et ses ministres assistèrent à l'inauguration du pont en 1938.